# Cantonul Patay
Cantonul Patay este un canton din arondismentul Orléans, departamentul Loiret, regiunea Centru, Franța.

## Comune
- Boulay-les-Barres
- Bucy-Saint-Liphard
- Bricy
- La Chapelle-Onzerain
- Coinces
- Gémigny
- Patay (reședință)
- Rouvray-Sainte-Croix
- Saint-Péravy-la-Colombe
- Saint-Sigismond
- Tournoisis
- Villamblain
- Villeneuve-sur-Conie